# Surveyor 7
Surveyor 7 va ser el setè i últim mòdul d'allunatge lunar del programa nord-americà Surveyor no tripulat enviat per explorar la superfície lunar. Va ser llançat el 7 de gener de 1968. Va transmetre a la Terra un total de 21,091 imatges.
Surveyor 7 va ser la cinquena i última nau espacial de la sèrie Surveyor per aconseguir un allunatge lunar suau. Els objectius d'aquesta missió eren realitzar un allunatge suau (en una àrea ben separada de la maria per proporcionar un tipus de fotografia del terreny i una mostra lunar significativament diferents de les d'altres missions Surveyor); obtenir imatges de TV post-allunatge; determinar les abundàncies relatives dels elements químics; manipular el material lunar; obtenir dades de dinàmica d'aterratge; i obtenir dades de reflectivitat tèrmica i de radar. Aquesta nau espacial tenia un disseny similar al dels instruments anteriors, però portava més equipament científic, inclosa una càmera de televisió amb filtres polaritzadors, un mostrejador de superfície, imants de barra en dos coixinets per a les potes, dos imants de ferradura en la cullera de superfície i miralls auxiliars. Dels miralls auxiliars, tres es van usar per observar àrees sota la nau espacial, un per proporcionar vistes estereoscòpiques de l'àrea de la mostra de superfície, i set per mostrar el material lunar dipositat a la nau espacial. La sonda va allunar en la superfície lunar el 10 de gener de 1968, en la vora exterior del cràter Tycho. Les operacions van començar poc després de l'allunatge suau i es van acabar el 26 de gener de 1968, 80 hores després de la posta del sol. El 20 de gener, mentre la nau encara estava a plena llum, la càmera de TV va observar clarament dos rajos làser apuntant des del costat nocturn de la mitja terra, un des de l'Observatori Nacional Kitt Peak, Tucson, Arizona, i l'altre de Table Mountain a Wrightwood, Califòrnia.
Les operacions en el segon dia lunar van ocórrer del 12 al 21 de febrer de 1968. Els objectius de la missió es van complir completament amb les operacions de la nau espacial. El dany de la bateria es va sofrir durant la primera nit lunar i el contacte de transmissió va ser posteriorment esporàdic. El contacte amb Surveyor 7 es va perdre el 21 de febrer de 1968.
Es va planejar que fos visitat per la missió cancel·lada de l'Apol·lo 20, no obstant això Skylab i les retallades pressupostàries posteriors ho van impedir.

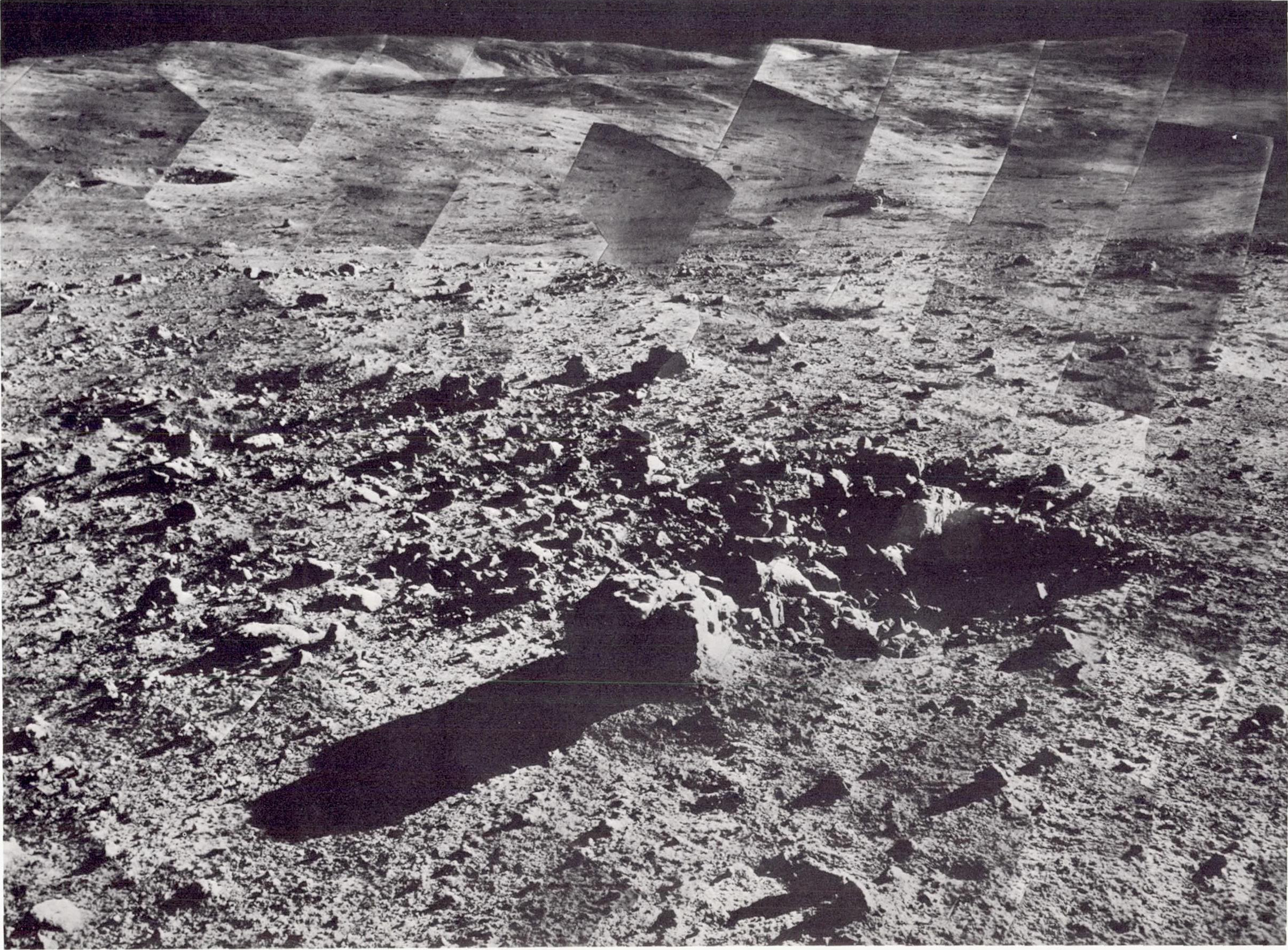
Fotomosaic panoràmic del lloc d'allunatge del Surveyor 7.

Surveyor 7 va ser la primera sonda que va detectar la tènue resplendor en l'horitzó lunar després del fosquejar, que ara es pensa que és llum reflectida per pols de Lluna.

## Instruments científics

### Televisió
La càmera de TV consistia en un tub vidicón, lents de distància focal de 25 i 100 mm, obturadors, filtres polaritzadors i iris muntats gairebé verticalment i superats per un mirall que podia ajustar-se amb motors pas a pas per moure's tant en azimut com en elevacions. Els filtres de polarització van servir com a analitzadors per a la detecció de mesuraments de la component de llum polaritzada linealment dispersada des de la superfície lunar. La cobertura fotograma a fotograma de la superfície lunar va proporcionar una vista de azimut de 360 graus i una vista en alçada d'aproximadament +90 graus sobre el plànol normal a l'eix de la càmera A a -60 graus sota aquest mateix plànol. Es van usar maneres d'operació de 600 línies i 200 línies. La manera de 200 línies es va transmetre a través d'una antena omnidireccional i va escanejar un quadre cada 61,8 segons. Una transmissió de video completa de cada imatge de 200 línies va requerir 20 segons i va utilitzar una amplada de banda d'1.2 kHz.

La majoria de les transmissions consistien en 600 imatges de línia, que van ser telemetrades per una antena direccional. Els marcs van ser escanejats cada 3.6 segons. Cada quadre va requerir nominalment un segon per ser llegit des del vidicón i va utilitzar un amplada de banda de 220 kHz per a la transmissió. El rang dinàmic i la sensibilitat d'aquesta càmera van ser lleugerament menors que els de la càmera Surveyor 6. La resolució i la qualitat van ser excel·lents. Les imatges de televisió es mostren en un monitor d'escaneig lent cobert amb un fòsfor de llarga persistència. La persistència es va seleccionar per coincidir de forma òptima amb la velocitat de fotogrames màxima nominal. Es va rebre un quadre d'identificació de TV per a cada fotograma de TV entrant i es va visualitzar en temps real a una velocitat compatible amb la de la imatge entrant. Aquestes dades es van gravar en una gravadora de cinta magnètica de video i en una pel·lícula de 70 mm. La càmera va transmetre 20,961 imatges durant el primer dia lunar, del 10 de gener al 22 de gener de 1968. Del 12 de febrer al 14 de febrer, la càmera va ser operada en la manera de 200 línies a causa de la pèrdua d'escombratge horitzontal en la manera de 600 línies. Durant el segon dia lunar, es van transmetre 45 imatges abans que la pèrdua d'energia ocasionés la suspensió de l'operació de la càmera.

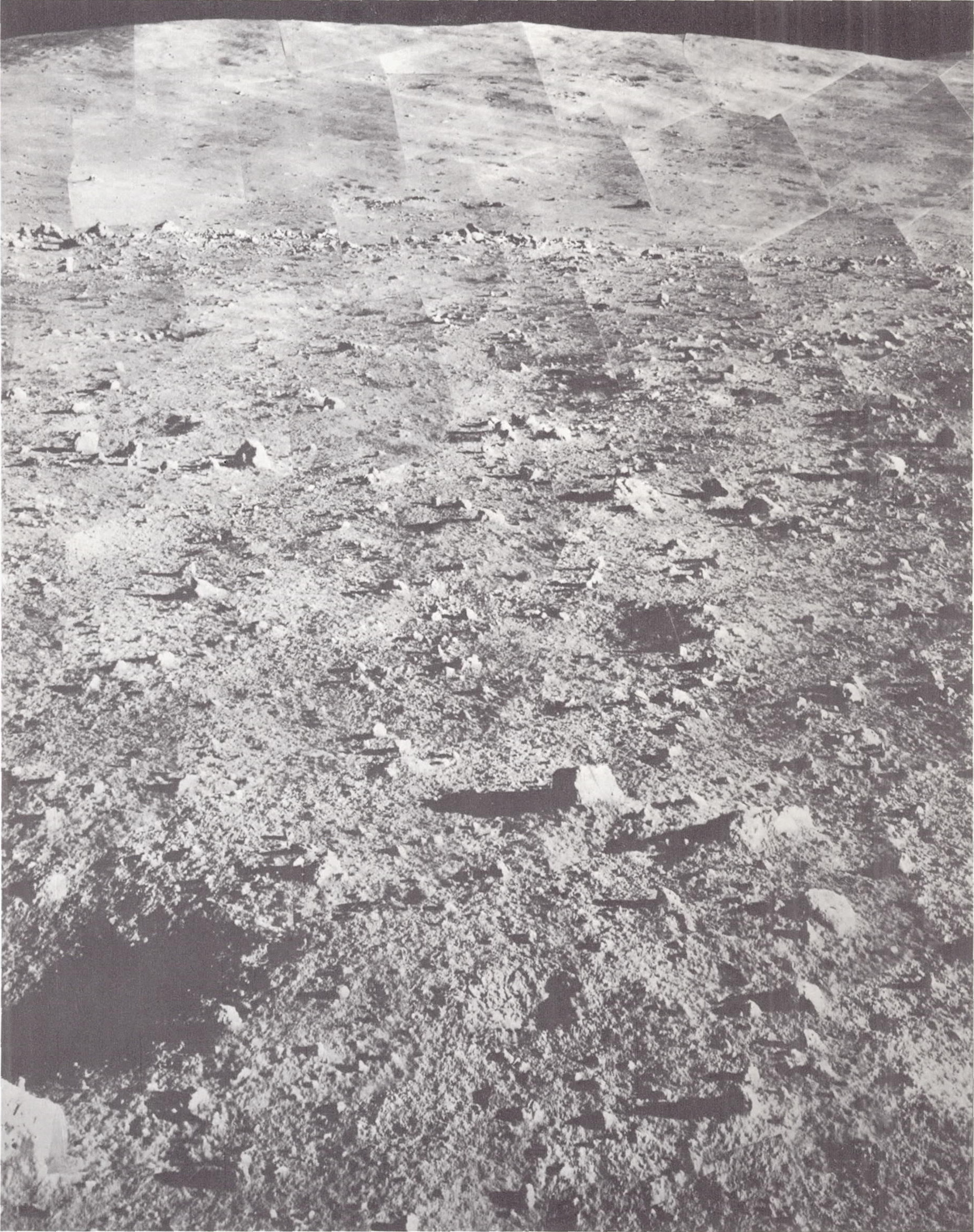
Panorama de la superfície
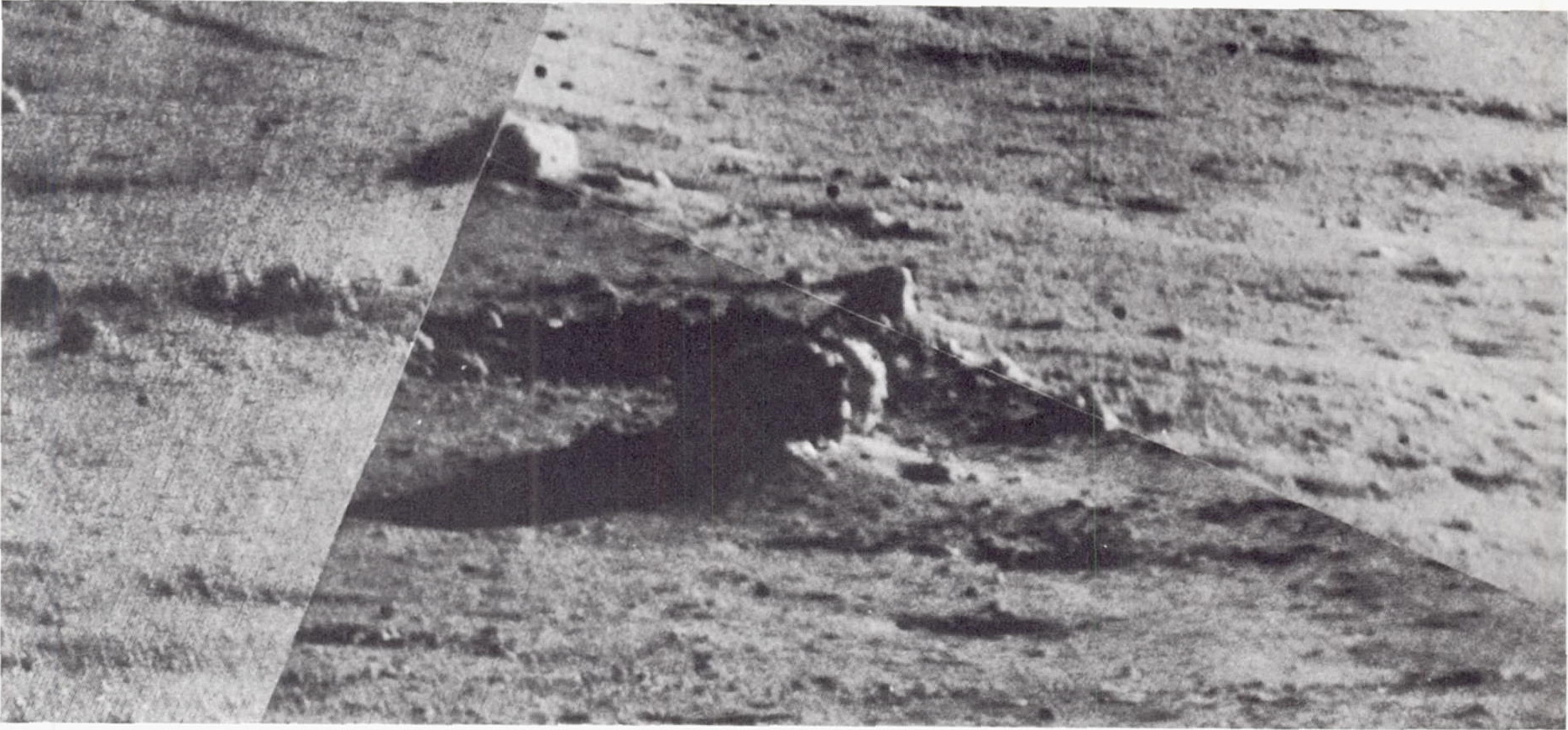
Una àrea a 350 metr3s al nor-est de la nau espacial que mostra un gran bloc d'aproximadament 5 metres d'ample i 2 metres d'alt.
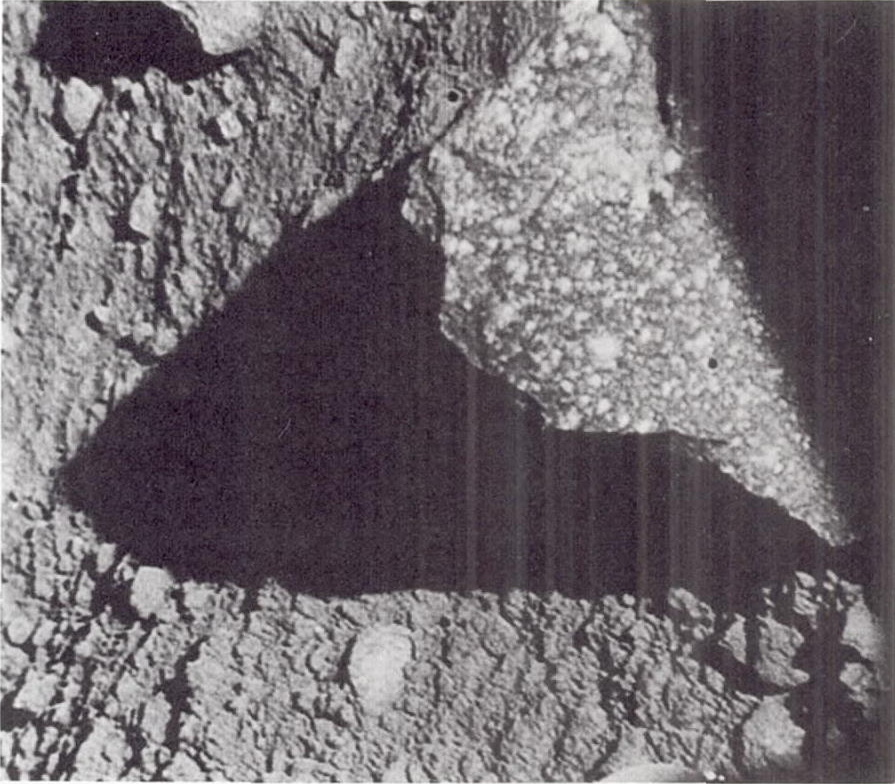
Roca clapada de 25 cm d'ample, a uns 2 metres de Surveyor 7
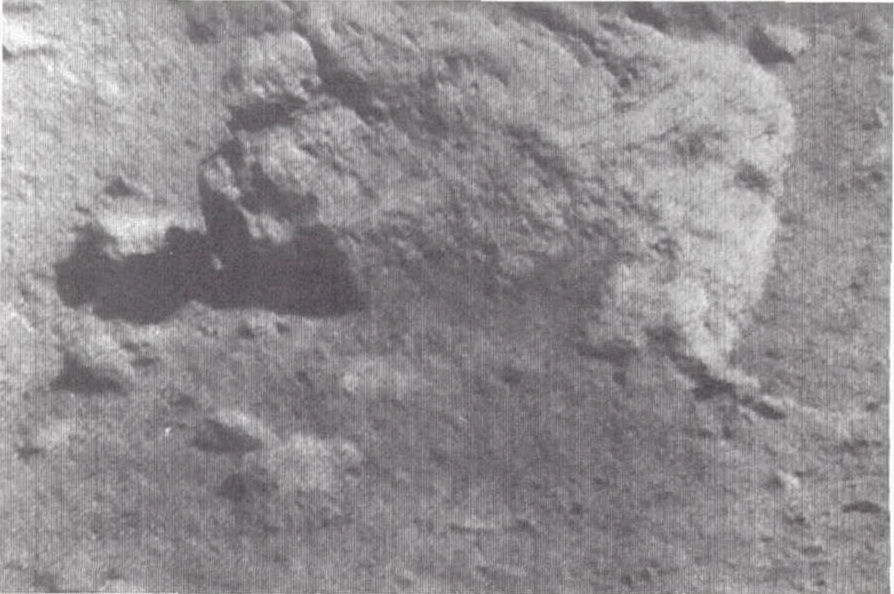
Fragment d'aproximadament 35 cm d'ample, a uns 7 metres del Surveyor 7

### Analitzador de superfície de alfa-dispersió
L'analitzador de superfície de dispersió alfa es va dissenyar per mesurar directament l'abundància dels elements principals de la superfície lunar. La instrumentació consistia en una font alfa (curi 242) colimada per irradiar una obertura de 10 mm de diàmetre en el fons de l'instrument on es trobava la mostra i dos sistemes de detecció de partícules carregades paral·leles però independents. Un sistema, que conté dos sensors, va detectar els espectres d'energia de les partícules alfa disperses des de la superfície lunar i l'altre, que conté quatre sensors, va detectar els espectres d'energia dels protons produïts per reacció (alfa i protó) en el material de la superfície. Cada conjunt de detector es va connectar a un analitzador d'altura de pols. Un paquet d'electrònica digital, situat en un compartiment de la nau espacial, enviava per telemetria contínuament senyals a terra cada vegada que l'experiment estava en funcionament. Els espectres contenien informació quantitativa sobre tots els elements principals en les mostres a excepció d'hidrogen, heli i liti. L'experiment va proporcionar 46 hores de dades acumulades a partir de tres mesuraments de mostres de superfície lunar. Aquests mesuraments van ser d'una porció de la superfície lunar local no pertorbada, una roca lunar i una àrea extensament solcada de sorra de la superfície lunar. Les dades es van obtenir durant el primer i segon dia lunar, del 12 al 23 de gener de 1968 i del 13 al 21 de febrer de 1968.
L'instrument de retrodispersió alfa no es va implementar correctament. Els controladors de la missió van utilitzar amb èxit la pinça de mostreig del sòl de la superfície per empènyer l'instrument de retrodispersió alfa a la posició adequada per dur a terme els seus experiments.

### Mostrejador de Superfície de Mecànica de Sòls
El mostrejador de superfícies mecàniques del sòl va ser dissenyat per recollir, excavar, raspar i trinxar la superfície lunar, i transportar el material de la superfície lunar mentre es fotografiava per poder determinar les propietats de la superfície lunar. La mostra consistia principalment en una pala amb un contenidor, una fulla afilada i un motor elèctric per obrir i tancar el contenidor. El peu pla de la pala incorpora dos imants de ferradura rectangulars incrustats. La pala es va muntar en un braç de pantògraf que podria estendre's aproximadament 1,5 m o retreure's prop de l'accionament del motor de la nau espacial. El braç també podria moure's des d'un azimut de +40 graus a -72 graus o elevar-se 130 mm amb motors. També podria caure sobre la superfície lunar sota la força proporcionada per la gravetat i un ressort. La pala es va muntar sota la càmera de televisió en una posició que li permetia arribar a l'instrument de dispersió alfa en la seva posició desplegada i tornar a desplegar-lo en una altra ubicació seleccionada. L'instrument va realitzar 16 proves de rodaments, set proves d'excavació de rases i dues proves d'impacte. També va alliberar l'instrument de dispersió alfa quan no es va desplegar en la superfície lunar, va ombrejar aquest instrument i va moure aquest instrument per avaluar altres mostres. El rendiment va ser impecable durant 36 hores d'operació entre l'11 de gener i el 23 de gener de 1968. L'instrument va respondre a ordres el 14 de febrer de 1968, que van verificar que havia sobreviscut a la nit lunar. El sistema d'energia, no obstant això, no va poder suportar cap operació.